# Jon Batiste
Jonathan « Jon » Batiste, né le 11 novembre 1986, est un auteur-compositeur-interprète, un chef d'orchestre et une personnalité de la télévision américaine. Il joue notamment du piano et du mélodica.

## Biographie
Il est issu d'une dynastie[passage promotionnel] de musiciens de La Nouvelle-Orléans, et a étudié le jazz à la prestigieuse Juilliard School.
Il a travaillé avec de nombreux artistes dans des genres divers (Stevie Wonder, Prince, Willie Nelson, Lenny Kravitz, Ed Sheeran et Mavis Staples), a sorti régulièrement des enregistrements depuis 2005 et a joué dans plus de 40 pays[passage promotionnel]. Batiste fait des tournées avec son groupe Stay Human et est leur directeur musical dans l'émission The Late Show with Stephen Colbert.
Il est également le responsable musical du magazine The Atlantic et le directeur créatif du National Jazz Museum in Harlem.
Il a composé et arrangé les musiques jazz du film Soul de Peter Docter.
En 2020, il participe au mouvement Black Lives Matter et organise notamment des manifestations musicales pour protester contre la mort de George Floyd.

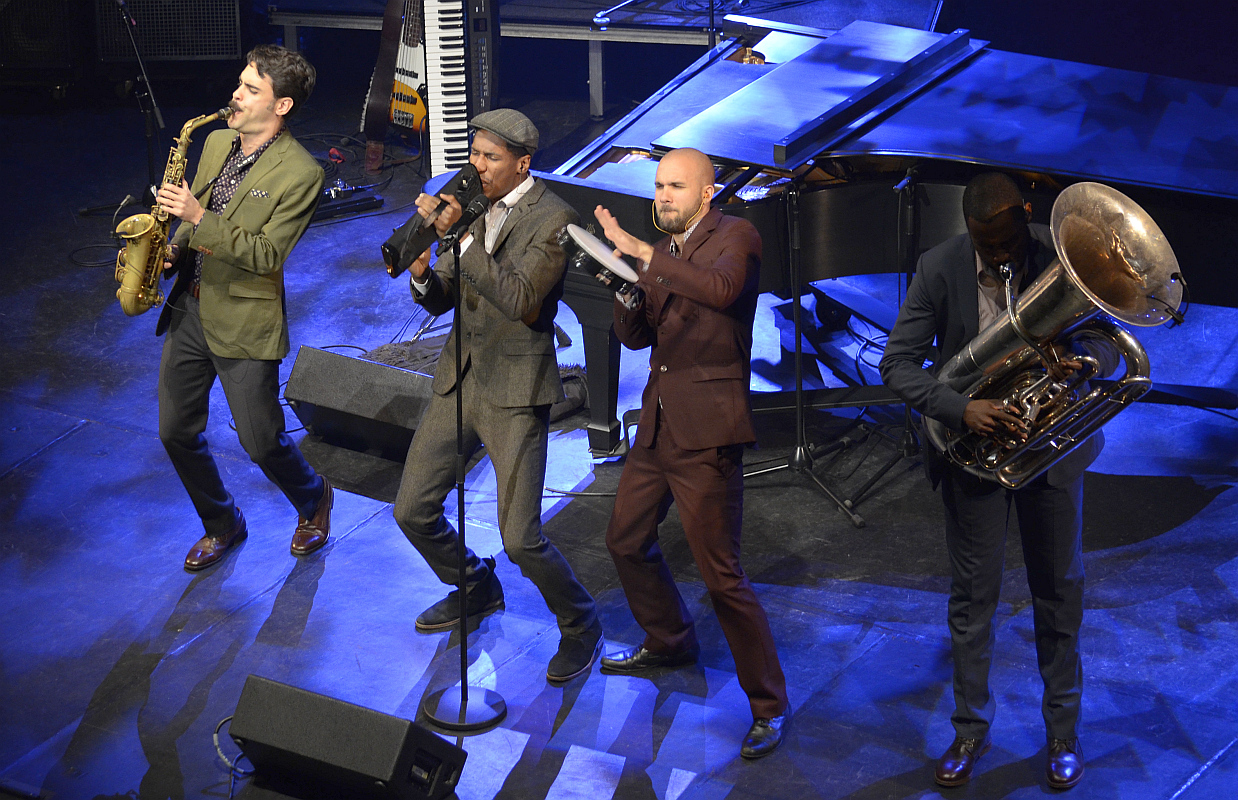
Jon Batiste avec le groupe en 2014

## Discographie
- 2013 : Social Music
- 2018 : Hollywood Africans, Verve Records
- 2019 : Anatomy of angels: live at the village vanguard
- 2020 : Meditations avec Cory Wong
- 2020 : Soul: Original Motion Picture Soundtrack
- 2021 : We Are
- 2023 : World Music Radio
- 2024 : Saturday Night de Jason Reitman (bande originale)
- 2024 : Beethoven Blues : Batiste Piano Series, Vol. 1

### En collaboration
- 2015 : The Process[6] avec Chad Smith et Bill Laswell

## Filmographie
Sauf indication contraire, les informations mentionnées dans cette section peuvent être confirmées par la base de données cinématographiques IMDb,  présente dans la section « Liens externes ».

### Compositeur
- 2012 : Red Hook Summer de Spike Lee (musiques additionnelles)
- 2021 : The First Wave (documentaire) de Matthew Heineman
- 2024 : Saturday Night de Jason Reitman

### Acteur
- 2011-2013 : Treme (série TV) - 4 épisodes
- 2012 : Red Hook Summer de Spike Lee : Da Organist TK Hazelton
- 2014 : Da Sweet Blood of Jesus de Spike Lee : un chanteur
- 2019 : Madam Secretary (série TV) - 1 épisode : lui-même
- 2023 : La Couleur pourpre ( The Color Purple) de Blitz Bazawule
- 2024 : Saturday Night de Jason Reitman : Billy Preston

## Distinctions
- Golden Globes 2021 : Meilleure musique de film pour Soul
- Oscars 2021 : Meilleure musique de film pour Soul
- Grammy Awards 2022 : 
  - Album de l’année pour We are
  - Meilleure prestation et chanson American roots pour Cry
  - Meilleure bande originale pour Soul
  - Meilleur clip pour Freedom